# Robin Hood (butikskedja)
Robin Hood hette en av Kooperativa Förbundets (KF:s) satsningar på stormarknader med lågpriskoncept under 1990-talet. Robin Hood ersatte andra större butikskoncept inom KF, bland andra B&W och Prix.
Under hösten 2001 bytte alla Coop Sveriges stormarknader namn. Butiksnamnen Robin Hood, B&W, Coop Prix och Obs! togs bort och ersattes med Coop Forum. 
Robin Hood fanns på följande orter: Avesta, Borlänge, Enköping, Falun, Gustavsberg, Gällivare, Halmstad, Karlskrona, Linköping, Luleå, Motala, Norrtälje, Piteå, Skara, Skövde, Stenungsund, Valbo, Västerås, Ödåkra och Örebro.
Innan namnändringen till Coop hade KF:
- Konsum-butiker (914 butiker)
- Obs Stormarknader (32 butiker)
- B & W Stormarknader (10 butiker)
- Robin Hood (17 butiker)
- Prix (33 butiker)